# 빅토르 그리냐르
프랑수아 오귀스트 빅토르 그리냐르(프랑스어: François Auguste Victor Grignard, 1871년 5월 6일 ~ 1935년 12월 13일)은 1912년에 폴 사바티에와 함께 노벨 화학상을 공동 수상한 프랑스의 화학자이다.

## 생애
1871년 5월 6일에 프랑스 제3공화국 셰르부르옥트빌에서 태어났다. 1898년에 리옹에서 필리프 바르비에의 제자로 있으면서 공동으로 논문을 발표했고, 1910년에 낭시 대학교, 1919년에 리옹 대학교의 화학과 교수가 되었다. 마그네슘 유기화합물의 반응을 이용해 다양한 유기합성에 응용하는 그리냐르 시약으로 유기합성 분야에 새 장을 열은 공로로 1912년에 폴 사바티에와 함께 노벨 화학상을 공동 수상하였다. 그 후 1935년 12월 13일에 프랑스 리옹에서 사망했다.

## 수상 경력
- 1912년 : 노벨 화학상
- 1933년 : 레지옹 도뇌르 훈장[1]

## 참고 문헌
- G. Bram; E. Peralez; J.-C. Negrel; M. Chanon (1997). “Victor Grignard et la naissance de son réactif”. 《Comptes Rendus de l'Académie des Sciences, Série IIB》 325 (4): 235–240. Bibcode:1997CRASB.325..235B. doi:10.1016/S1251-8069(97)88283-8.
- Blondel-Megrelis M (2004). “Victor Grignard Conference and Traité de Chimie organique”. 《Actualité Chimique》 275: 35–45.
- Hodson, D. (1987). “Victor Grignard (1871-1935)”. 《Chemistry in Britain》 23: 141–2.
- Philippe Jaussaud (2002). “Grignard et les terpènes”. 《Actualité Chimique》 258: 30.